# Hala (genre)
Pour les articles homonymes, voir Hala.
Genre
Hala est un genre d'araignées aranéomorphes de la famille des Pisauridae.

## Distribution
Les espèces de ce genre sont endémiques de Madagascar.

## Liste des espèces
Selon World Spider Catalog (version 24, 04/03/2023) :
- Hala impigra Jocqué, 1994
- Hala paulyi Jocqué, 1994

## Systématique et taxinomie
Ce genre a été décrit par Jocqué en 1994 dans les Halidae. Il est placé dans les Pisauridae par Jocqué et Dippenaar-Schoeman en 2006.

## Publication originale
- Jocqué, 1994 : « Halidae, a new spider family from Madagascar (Araneae). » Bulletin of the British Arachnological Society , vol. 9, no 9, p. 281-289.